# Shannon Lee
Shannon Emery Lee (Los Ángeles, 19 de abril de 1969) es una actriz de cine estadounidense. Es hija del artista marcial y actor Bruce Lee y su esposa Linda Lee Cadwell, y la hermana menor del fallecido Brandon Lee.

## Vida personal
Shannon Lee nació después del primer hijo de Bruce Lee y Linda Emery. Shannon y su familia vivieron en Hong Kong entre 1971 y 1973. Después, tras la muerte de su padre, se mudaron con su madre a Estados Unidos de nuevo. Shannon creció en Seattle, Washington y Los Ángeles; en una zona afluente del Rolling Hills, California.
Se graduó en la Chadwick School en 1987. Luego asistió la Universidad de Tulane de Nueva Orleáns, donde estudió canto y se graduó en 1991.  Se mudó a Los Ángeles en 1993 tras la muerte de su hermano para seguir actuando. Se casó con el abogado Ian Keasler en 1994, y dio a luz a su hija, Wren, en 2003.
Shannon es también conocida por la gestión de la página oficial de Facebook de su padre.

## Carrera
Lee hizo su debut como actriz haciendo un cameo en la película biográfica de su padre Dragon: The Bruce Lee Story en 1993. Pasó a actuar en varias películas de bajo presupuesto como High Voltage (1997), Entrar a los Eagles (1998) y Lecciones para un asesino (2001). También como actriz invitada en un episodio de la serie de televisión ley marcial, junto con Sammo Hung en 1998 y apareció en la película de televisión de ciencia ficción Época, que se transmitió por primera vez en Sci Fi Channel en el año 2000.Era también la presentadora de televisión de la primera temporada de WMAC masters.
Lee es actualmente la presidenta de la Fundación Bruce Lee. Shannon cantó en la banda Medicina's álbum las fuerzas mecánicas de amor en 2003. También cantó una versión de "Estoy en el humor para el amor" para la película China Strike Force (2000), protagonizada por Leehom Wang y Aaron Kwok. Ella es la productora ejecutiva de la serie de televisión 2008 La leyenda de Bruce Lee, basada en la vida de su padre.
Además es la productora ejecutiva del documental 2011 llamado Soy Bruce Lee.

## Filmografía
- Dragon: The Bruce Lee Story (1993)
- Cage II (1994)
- High Voltage (1997)
- ley marcial (1998 en el episodio: "Take Out")
- Blade (1998)
- Entrar a los Eagles (1998)
- WMAC masters (2000)
- Época (2000)
- Lecciones para un asesino (2001)
- Ella, yo y ella (2002)
- La leyenda de Bruce Lee (2008) (productora ejecutiva)
- Soy Bruce Lee (2011 documental) (productora ejecutiva)
- Warrior ( 2019 - presente) (productora ejecutiva)